# As Nuvens
As Nuvens (em grego antigo: Νεφέλαι, Nephelai) é uma peça do autor grego Aristófanes, encenada no ano de 423 a.C. A comédia é dirigida contra os sofistas, que o comediógrafo confunde com Sócrates (por ser o filósofo de maior destaque naquela época). O autor revolta-se contra as propostas pedagógicas e éticas dos sofistas, pretendendo evidenciar as fatais consequências desta educação nova.
Aristófanes critica esses pensadores, principalmente, por seus princípios éticos e pedagógicos, além de acusá-los de ateísmo. O comediógrafo aponta os sofistas como imorais e sem ética, já que a sua retórica tinha dois argumentos, o Justo e o Injusto, sendo que o argumento Injusto é vencedor no confronto dos dois. Além disso, ele critica o fato destes educadores serem remunerados, o que para ele não passa de um estelionato, e a predileção dos sofistas pela retórica. Outra crítica encontrada em "As Nuvens", é a feita a uma nova elite ateniense, personificada por Fidípides, perdulária e avessa a valores tradicionais, como o trabalho, que se faz presente na figura de Estrepsíades.